# 이스트리아어
이스트리아어(영어: Istriot)는 오늘날 크로아티아령인 이스트리아 반도에서 사용되는 로망스어군의 언어로, 이탈리아달마티아어군 분파로 분류된다. 오늘날에는 거의 소멸 위기에 처해 있으며, 이스트리아 반도의 남서부, 특히 로빈과 보드냔에 2007년 기준 약 400명의 화자가 남아 있을 뿐이다.
이름이 같은 베네치아어의 이스트리아 방언이나 동로망스어군의 이스트로루마니아어와는 구분되어야 한다. 이스트리아 지역이 이탈리아 왕국의 일부이던 시절에는 이스트리아어가 베네치아어의 하위 방언으로 분류되기도 했다.

## 이름
역사적으로 이 언어를 사용하는 사람들은 자신의 언어를 '이스트리아어'라고 부르지 않았으며 자신들의 마을(이 언어를 사용하는 마을 6개가 있었다)에 따라 그 이름을 따서 불렀다. 19세기에 이탈리아의 언어학자 그라치아디오 이사이아 아스콜리(Graziadio Isaia Ascoli)가 '이스트리아어'라는 이름을 만들어 붙였다.

## 음운

### 자음
|        |            | 순음 | 치음/ 치경음 | 후치경음 | 경구개음 | 연구개음 |
| ------ | ---------- | ---- | ------------ | -------- | -------- | -------- |
| 비음   | 비음       | m    | n            |          | ɲ        | (ŋ)      |
| 폐쇄음 | 안울림소리 | p    | t            |          |          | k        |
| 폐쇄음 | 울림소리   | b    | d            |          |          | ɡ        |
| 폐찰음 | 안울림소리 |      |              | t͡ʃ       |          |          |
| 폐찰음 | 울림소리   |      |              | d͡ʒ       |          |          |
| 마찰음 | 안울림소리 | f    | s            |          |          |          |
| 마찰음 | 울림소리   | v    | z            |          |          |          |
| 전동음 | 전동음     |      | r            |          |          |          |
| 접근음 | 중설음     |      |              |          | j        | w        |
| 접근음 | 측설음     |      | l            |          | (ʎ)      |          |

### 모음
|          | 전설 모음 | 중설 모음 | 후설 모음 |
| -------- | --------- | --------- | --------- |
| 고모음   | i         |           | u         |
| 중고모음 | e         |           | o         |
| 중저모음 | ɛ         |           | ɔ         |
| 저모음   |           | a         |           |

## 같이 보기
- 베네치아줄리아
- 달마티아어